# Двуречанский поселковый совет
Двуреченский поселковый совет входит в состав 
Двуречанского района Харьковской области
Украины.
Административный центр поселкового совета находится в 
пгт Двуречная.

## История
Образован в 1943 году.
23 февраля 2023 года здание совета было разрушено российским обстрелом.

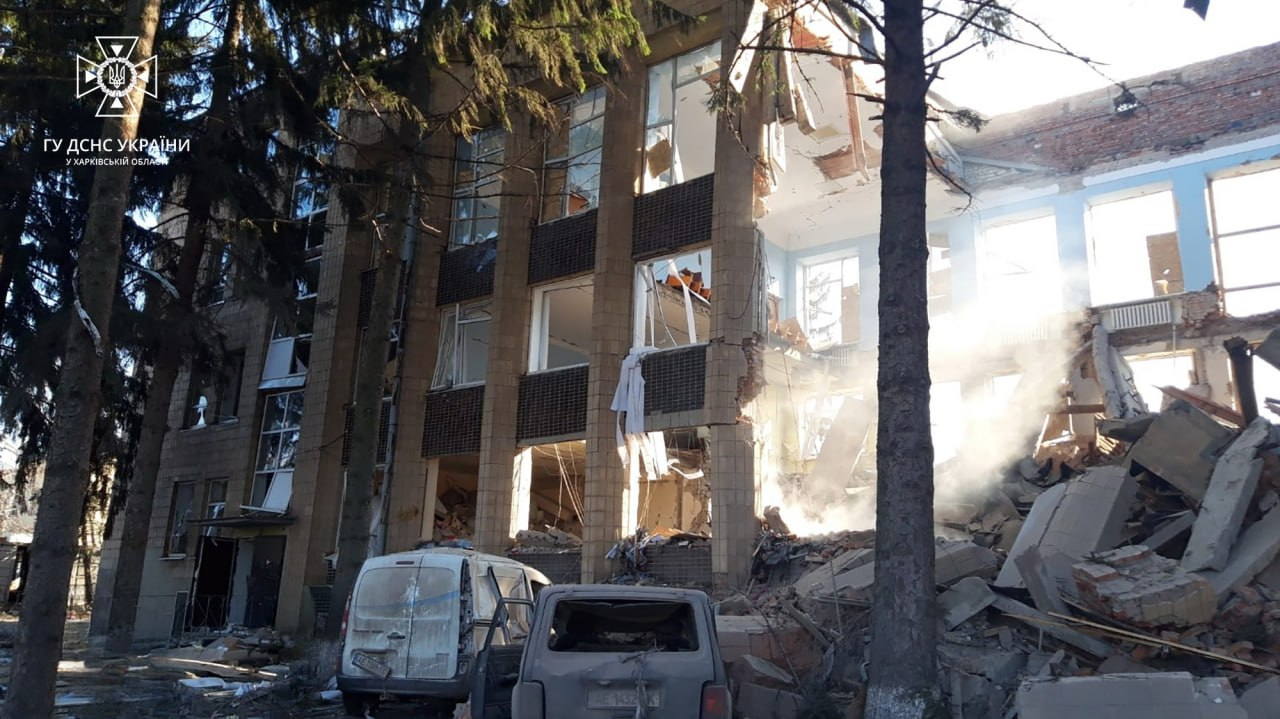
Здание совета после обстрела в 2023 году

## Населённые пункты совета
- пгт Двуречная
- с. Западное

### Ликвидированные населённые пункты
- село Червоная Долина